# Alfred Fletcher
Alfred Fletcher (20 de enero de 1875 Lampersdorf, Provincia de Baja Silesia , Imperio Alemán – 20 de septiembre de 1959 Herzogenaurach, Bavaria, Alemania Occidental) fue un militar alemán, mayor y político.

## Biografía
De ascendencia escocesa, era un terrateniente de Silesia y militar prusiano.
Estudió en el Cuerpo de Cadetes en Walstal (ahora Legnica, territorio polaco) y en el Cuerpo Principal de Cadetes en Gross-Lichterfeld (cerca de Berlín ). El 14 de agosto de 1894 recibió el grado de oficial.
Fletcher luchó como soldado en la Primera Guerra Mundial. Después de la capitulación en noviembre de 1918, se volvió un activo en los estados bálticos como comandante de la pro-alemana Baltische Landeswehr. Durante un tiempo fue gobernador militar de Riga. Después de la derrota de sus fuerzas en la guerra de independencia de Letonia, regresó a Alemania y entró en política como miembro del Partido Nacional del Pueblo Alemán durante un corto periodo, de mayo a diciembre de 1924.
Durante el Tercer Reich, Fletcher fue sometido a controles oficiales y arresto debido a su posición como comandante de Baltische Landeswehr, pero finalmente fue rehabilitado y liberado. Al final la guerra en 1945 se trasladó a Alemania Occidental.